# Динамо (футбольный клуб, Барнаул)
«Динамо-Барнаул» — российский футбольный клуб из Барнаула. В первенствах страны команда выступает с 1957 года.

## Клубные цвета
| Белый | Синий |

## Названия
- 1957—1959 — «Урожай».
- 1960—1968 — «Темп».
- С 1969 — «Динамо».

## Эмблема
До 1998 года эмблемой клуба был классический логотип Спортивного общества «Динамо» с названием города в горизонтальном прямоугольнике. В 1999—2014 годах на эмблеме клуба был изображён стилизованный герб, обрамленный пшеничными колосьями, в который был вписан динамовский символ — заглавная буква «Д». По контуру буквы были расположены звёзды, а в центре — лучший бомбардир команды за всю её историю — Борис Брыкин, забивший 168 голов. На заднем плане эмблемы находился один из символов Барнаула — Дом под шпилем.
Вернувшись в 2014 году в Профессиональную футбольную лигу, клуб провёл ребрендинг и, в том числе, обновил эмблему. Основной эмблемой стал классический логотип в современной стилистике: он состоит из буквы «Д», заключённой в трёх ромбах, выполненных в клубных цветах. Также у клуба появилась альтернативная эмблема. Альтернативная эмблема предназначена для движения болельщиков клуба. Эмблема болельщиков — это ромб, в который вписано изображение волка. По легенде, «Барнаул» означает «Волчья река». Это и стало причиной появления изображения волка на эмблеме. Девизом клуба и его болельщиков стал слоган: «Мы одна команда. Мы одна стая». Альтернативная эмблема с изображением волка дала соответствующее прозвище клубу — «волки».

## История

### Вторая лига (1957—2007)
В 1957 году по предложению ЦК ВЛКСМ и ЦС ДСО «Урожай», внесённому в правительство, в Барнауле было решено организовать показательную футбольную команду целинников под руководством молодого тренера Василия Фомичёва. И уже 2 июня 1957 года наскоро укомплектованный «Урожай» впервые вышел на футбольное поле.
С 1960 года команда стала называться «Темп». Она одержала победы в зональных турнирах класса «Б» — в 1963 и 1964 годах. В 1969 году ведущая футбольная команда Алтайского края перешла в спортивное общество «Динамо». Футболисты получили бо́льшую возможность для учебно-тренировочной работы, так как у «Динамо» имелся свой стадион и другие спортивные сооружения.
Во второй лиге под руководством Станислава Каминского «Динамо» в 1973 году заняло 2-е место, а в 1974 году, проведя свой лучший сезон в истории, стало победителем зонального турнира. В 1980 году команда снова одержала победу в зональном турнире под руководством В. С. Фомичёва.
В 1981 году в 4-ю зону, где выступали динамовцы, включили команды Урала, в том числе и недавно прошедших школу 1-й лиги свердловский «Уралмаш» и пермскую «Звезду», которые не скрывали, что их задачей является победа в зональном турнире. Однако победителем вновь стало барнаульское «Динамо».
По итогам сезона 1989 года команда добилась повышения своего статуса: на финише уступив омскому «Иртышу» и иркутской «Звезде», «Динамо» получило право играть в Буферной лиге.
С 1992 года барнаульское «Динамо» — участник первенства России по футболу.

### Первый дивизион (2008)
В 2007 году барнаульскому «Динамо» удалось занять первое место и завоевать путёвку в Первый дивизион ПФЛ. После этого клубу было обещано финансирование в размере 75 миллионов рублей из краевого бюджета на сезон 2008 года, однако команде не удалось сохранить «победный» состав игроков. К сезону 2008 года почти все основные футболисты ушли в другие клубы.
К этому добавились и другие проблемы, так, первые 3 домашних матча были перенесены в соседний Новосибирск из-за отсутствия лицензии у стадиона, а между руководством клуба в лице генерального директора Виктора Сигарёва и фанатами возник серьёзный конфликт (закрытие фанатского сектора, обвинения фанатов в поражениях команды, запрет на ношение клубных шарфов, избиение болельщиков ОМОНом), в результате которого клуб фактически лишился организованной поддержки. Череда травм, неудачная игра на выезде и плохо проведённая селекционная работа перед началом сезона привели к тому, что клуб в концу первого круга прочно укрепился в конце турнирной таблицы на предпоследнем месте. Во время перерыва клуб покинул капитан Евгений Щербаков и ещё несколько ключевых игроков, а главного тренера Александра Дорофеева заменил Геннадий Морозов. Однако, несмотря на то что новый тренер привёл с собой в команду 10 футболистов, барнаульскому «Динамо» не удалось улучшить игру и сохранить прописку в Первом дивизионе. Клуб закончил чемпионат на 20 месте (из 22-х), имея в активе 25 очков, всего 6 побед, 9 ничьих и 27 поражений. Разница пропущенных и забитых мячей составила 31-80, при этом данный показатель стал одним из худших в лиге. Одной из особенностей «Динамо-2008» стало то, что команда не одержала ни одной победы на выезде, а по числу разгромных поражений обогнала всех соперников. Клуб крупно проиграл следующим командам: «Уралу» (0:3), брянскому «Динамо» (0:4), «Ростову» (1:4), «Кубани» (0:3), «Черноморцу» (0:3), КАМАЗу (2:5, 0:7), «Анжи» (0:3) и «Звезде» (1:5).
Последние домашние матчи «Динамо» также было вынуждено проводить в Новосибирске, из-за того, что на стадионе так и не оборудовали подогрев. После окончания сезона, несмотря на вылет из Первого дивизиона, глава Алтайской краевой общественной организации «Динамо» генерал-майор ФСБ Виталий Трушев вручил награды генеральному директору клуба Виктору Сигарёву и экс-тренеру Александру Дорофееву. Кроме того, Виктор Сигарёв провёл онлайн-конференцию в одном из информационных агентств Барнаула, отказавшись отвечать на вопросы, связанные с ненадлежащим выполнением своих обязанностей и провальным выступлением команды. В начале декабря 2008 года по приказу руководства были закрыты форум и гостевая книга на официальном сайте клуба с формулировкой: «Виноваты сами болельщики. Незачем превращать место для обсуждения спортивных событий в помойку».
В декабре 2008 года был утверждён новый тренерский штаб. Главным тренером был назначен Сергей Иромашвили, а его помощниками — Сергей Бондаренко, Сергей Кормильцев и Андрей Евсеев. В конце января 2009 года «Динамо» поступило официальное предложение от ПФЛ стать участником Первого дивизиона в новом сезоне, в связи с отказом некоторых клубов от участия в турнире. Однако руководство клуба также ответило отказом.

### Второй дивизион (2009—2013)
В первом своём сезоне после вылета из Первого дивизиона «Динамо» заняло 2-е место среди команд зоны «Восток», лишь на финише чемпионата уступив первое место омскому «Иртышу». Через несколько недель после завершения турнира руководство клуба обратилось к болельщикам: каждому желающему поддержать команду предлагалось за 10 тыс. рублей приобрести сезонный абонемент и ещё получить ряд льгот.
Осенью 2010 года произошёл скандал, связанный с тем, что тренеры клуба — Сергей Кормильцев и Вадим Бриткин — делали ставки в тотализаторе на исход игры своей команды. Об этом стало известно ПФЛ, началось расследование инцидента, а тренеры были уволены по собственному желанию.
14 октября 2010 года Комитет по этике РФС вынес вердикт: Сергей Кормильцев и Вадим Бриткин за участие в игре на тотализаторе были на год отлучены от любой футбольной деятельности.
В сезоне 2012/13 клуб занял 8-е место, однако, из-за отказа в лицензировании, был лишён профессионального статуса.

### Турнир любительских клубов (2013)
Сразу же после окончания сезона 2012/13 РФС отказал барнаульскому «Динамо» в лицензировании на следующий сезон из-за имевшихся долгов перед футболистами. Клуб не смог представить в РФС подтверждение об отсутствии невыполненных обязательств, так как этот документ не подписали 12 игроков, недовольных ситуацией с обещанными премиальными.
Сезон 2013 года команда начала в любительском турнире вместе с другими командами из Алтайского края — «Торпедо» (Рубцовск), «Динамо» (Бийск), «Полимер» (Барнаул).
Весной 2014 года «Динамо» получило лицензию РФС для участия в турнире Профессиональной футбольной лиги в сезоне 2014/15.

## Стадион

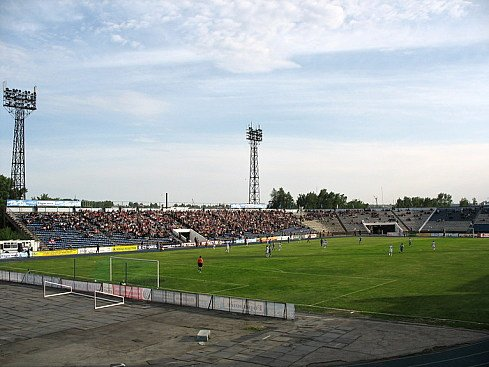
Вид с восточной трибуны стадиона «Динамо»

Домашней ареной «Динамо» является одноимённый стадион, расположенный в Центральном районе Барнаула между улицей Никитина, проспектами Ленина и Комсомольским (ул. Никитина, 55). Полная вместимость стадиона — 16 000.
Стадион существует с 1927 года. В 1940—1941 годах был реконструирован: построены трибуны для зрителей, новое футбольное поле, гаревая дорожка. В 1960-х годах осуществлена ещё одна реконструкция: создано дренажное покрытие, раздевалки, душевые, судейские комнаты, тренировочное поле, теннисный корт, установлено искусственное освещение.

## Руководство

### Администрация клуба
| Должность                | Имя                |
| ------------------------ | ------------------ |
| Президент                | Алексей Минин      |
| Спортивный директор      | Алексей Чудов      |
| Пресс-атташе             | Андрей Недобитков  |
| Помощник по безопасности | Александр Польгерт |

## Тренерский штаб

### Главная команда
| Должность       | Имя            |
| --------------- | -------------- |
| Главный тренер  | Олег Сергеев   |
| Тренер          | Сергей Рехтин  |
| Тренер вратарей | Богдан Карюкин |

## Текущий состав

### Основной состав
| 16 | Флаг России | Вр  | Илья Бычков             | 2004 |  |  |  |  |  |
| 35 | Флаг России | Вр  | Михаил Кулиш            | 2005 |  |  |  |  |  |
|    |             |     |                         |      |  |  |  |  |  |
| 3  | Флаг России | Защ | Захар Сергеев           | 2005 |  |  |  |  |  |
| 5  | Флаг России | Защ | Эмиль Камилов           | 2005 |  |  |  |  |  |
| 7  | Флаг России | Защ | Иван Житников (капитан) | 1995 |  |  |  |  |  |
| 13 | Флаг России | Защ | Антон Петухов           | 1998 |  |  |  |  |  |
| 27 | Флаг России | Защ | Артём Саблин            | 1995 |  |  |  |  |  |
| 34 | Флаг России | Защ | Дмитрий Цветков         | 2003 |  |  |  |  |  |
| 53 | Флаг России | Защ | Василий Илик            | 2001 |  |  |  |  |  |
| 78 | Флаг России | Защ | Роман Коммусар          | 2005 |  |  |  |  |  |
| 85 | Флаг России | Защ | Артём Мальфанов         | 2003 |  |  |  |  |  |
|    |             |     |                         |      |  |  |  |  |  |

| 8  | Флаг России | ПЗ  | Алексей Гришаков             | 2003 |  |  |  |  |  |
| 10 | Флаг России | ПЗ  | Михаил Осипов                | 2001 |  |  |  |  |  |
| 15 | Флаг России | ПЗ  | Максим Ерусланов             | 1988 |  |  |  |  |  |
| 18 | Флаг России | ПЗ  | Антон Шадура                 | 2004 |  |  |  |  |  |
| 21 | Флаг России | ПЗ  | Андрей Жигалов               | 2005 |  |  |  |  |  |
| 49 | Флаг России | ПЗ  | Дмитрий Бакай (вице-капитан) | 1997 |  |  |  |  |  |
| 79 | Флаг России | ПЗ  | Никита Чалый                 | 1996 |  |  |  |  |  |
| 83 | Флаг России | ПЗ  | Константин Симаков           | 2004 |  |  |  |  |  |
|    |             |     |                              |      |  |  |  |  |  |
| 14 | Флаг России | Нап | Кирилл Могель                | 2002 |  |  |  |  |  |
| 96 | Флаг России | Нап | Артём Яркин                  | 1996 |  |  |  |  |  |

## Достижения
- 1-е место в Зональном турнире первенства СССР класса «Б» (1963), (1964).
- 1-е место в Зональном турнире первенства СССР Второй лиги (1974), (1980), (1981).
- 1-е место в Зональном турнире первенства России во Втором дивизионе ПФЛ (2007).
- 2-е место в Кубке ПФЛ (2007).
- 2-е место в Зональном турнире первенства СССР Второй лиги (1973).
- 2-е место в Зональном турнире первенства России во Втором дивизионе ПФЛ (1995), (2003), (2009), (2016/2017).
- 3-е место в Зональном турнире первенства СССР класса «Б» (1958), (1965).
- 3-е место в Зональном турнире первенства СССР Второй лиги (1986), (1989).
- 3-е место в Зональном турнире первенства России во Втором дивизионе ПФЛ (2004), (2005).

Команда 18 раз участвовала в Кубке СССР, 14 раз — в Кубке РСФСР, и 27 раз — в Кубке России. Лучшие достижения: выход в финал Кубка РСФСР (1975), выход в 1/16 Кубка СССР (1967), (1981), (1989), (1991) и выход в 1/16 финала Кубка России (2018). Выход в групповую стадию Кубка России (2021).

## Статистика выступлений в первенстве СССР
| Сезон | Тренер                               | Соревнование             | И  | В  | Н  | П  | М     | О  | Место    | Бомбардиры                    | Примечания |
| ----- | ------------------------------------ | ------------------------ | -- | -- | -- | -- | ----- | -- | -------- | ----------------------------- | ---------- |
| 1987  | Станислав Каминский, Виктор Волынкин | Вторая лига СССР, зона 4 | 28 | 13 | 9  | 6  | 50-24 | 35 | 4 из 15  | А. Михель — 12, В. Яркин — 12 |            |
| 1988  | Виктор Волынкин                      | Вторая лига СССР, зона 4 | 30 | 11 | 12 | 7  | 39-27 | 34 | 6 из 16  | В. Яркин — 10                 |            |
| 1989  | Борис Хоменко                        | Вторая лига СССР, зона 4 | 36 | 20 | 5  | 11 | 61-33 | 45 | из 19    | В. Апасов — 14                |            |
| 1990  | Борис Хоменко                        | Вторая лига СССР, Восток | 42 | 18 | 3  | 21 | 51-56 | 39 | 13 из 22 | В. Яркин — 11                 |            |
| 1991  | Борис Хоменко                        | Вторая лига СССР, Восток | 42 | 15 | 12 | 15 | 60-64 | 42 | 15 из 22 | В. Яркин — 20                 |            |

## Статистика выступлений в первенстве России
| Сезон   | Тренер                                                  | Соревнование                        | И  | В  | Н  | П  | М     | О  | Место    | Бомбардиры                        | Примечания                    |
| ------- | ------------------------------------------------------- | ----------------------------------- | -- | -- | -- | -- | ----- | -- | -------- | --------------------------------- | ----------------------------- |
| 1992    | Виктор Волынкин                                         | Первая лига ПФЛ, Восток             | 30 | 10 | 5  | 15 | 26-36 | 25 | 12 из 16 | Н. Кашенцев — 5                   |                               |
| 1993    | Станислав Каминский                                     | Первая лига ПФЛ, Восток             | 30 | 9  | 5  | 16 | 47-56 | 23 | 13 из 16 | В. Колода — 8                     | Вылет во Вторую лигу          |
| 1994    | Станислав Каминский                                     | Вторая лига ПФЛ, Сибирь             | 22 | 11 | 5  | 6  | 21-18 | 25 | 4 из 13  | А. Панченко — 5                   |                               |
| 1995    | Александр Гостенин                                      | Вторая лига ПФЛ, Восток             | 34 | 21 | 7  | 6  | 55-27 | 70 | из 18    | В. Колода — 15                    |                               |
| 1996    | Александр Гостенин                                      | Вторая лига ПФЛ, Восток             | 30 | 12 | 6  | 12 | 36-24 | 42 | 10 из 16 | Е. Савин — 11                     |                               |
| 1997    | Александр Гостенин                                      | Вторая лига ПФЛ, Восток             | 34 | 17 | 6  | 11 | 51-35 | 57 | 5 из 18  | Е. Савин — 14                     |                               |
| 1998    | Александр Гостенин                                      | Второй дивизион ПФЛ, Восток         | 30 | 11 | 6  | 13 | 37-34 | 39 | 9 из 16  | А. Панченко — 10                  |                               |
| 1999    | Владимир Воржев, Виктор Волынкин                        | Второй дивизион ПФЛ, Восток         | 30 | 13 | 6  | 11 | 40-34 | 45 | 9 из 16  | А. Яркин — 8                      |                               |
| 2000    | Виктор Волынкин                                         | Второй дивизион ПФЛ, Восток         | 24 | 6  | 4  | 14 | 25-37 | 22 | 11 из 14 | А. Панченко — 12                  |                               |
| 2001    | Владимир Кобзев                                         | Второй дивизион ПФЛ, Восток         | 28 | 10 | 2  | 16 | 34-38 | 32 | 10 из 16 | В. Кравчук — 10                   |                               |
| 2002    | Владимир Кобзев                                         | Второй дивизион ПФЛ, Восток         | 30 | 16 | 8  | 6  | 49-27 | 56 | 4 из 16  | А. Клименко — 8                   |                               |
| 2003    | Владимир Кобзев                                         | Второй дивизион ПФЛ, Восток         | 24 | 15 | 2  | 7  | 41-22 | 47 | из 13    | А. Сорочкин — 10                  |                               |
| 2004    | Владимир Кобзев                                         | Второй дивизион ПФЛ, Восток         | 27 | 14 | 5  | 8  | 48-30 | 47 | из 10    | А. Клименко — 11                  |                               |
| 2005    | Владислав Соснов, Александр Дорофеев                    | Второй дивизион ПФЛ, Восток         | 30 | 19 | 7  | 4  | 54-21 | 64 | из 11    | Д. Байда — 17                     |                               |
| 2006    | Александр Дорофеев                                      | Второй дивизион ПФЛ, Восток         | 36 | 17 | 8  | 11 | 51-38 | 59 | 4 из 13  | А. Сорочкин — 13                  |                               |
| 2007    | Александр Дорофеев                                      | Второй дивизион ПФЛ, Восток         | 30 | 19 | 6  | 5  | 67-17 | 63 | из 12    | Е. Рагоза — 19                    | Выход в Первый дивизион       |
| 2008    | Александр Дорофеев, Геннадий Морозов, Сергей Иромашвили | Первый дивизион ПФЛ                 | 42 | 6  | 9  | 27 | 31-80 | 27 | 20 из 22 | В. Аксютенко — 5                  | Вылет во Второй дивизион      |
| 2009    | Сергей Иромашвили                                       | Второй дивизион ПФЛ, Восток         | 27 | 16 | 4  | 7  | 41-28 | 52 | из 10    | М. Галиуллин — 8                  |                               |
| 2010    | Сергей Иромашвили                                       | Второй дивизион ПФЛ, Восток         | 30 | 14 | 6  | 10 | 48-42 | 48 | 4 из 11  | С. Нарылков — 9                   |                               |
| 2011/12 | Сергей Иромашвили                                       | Второй дивизион, Восток             | 36 | 14 | 14 | 8  | 54-41 | 56 | 5 из 13  | И. Горюнов — 9                    |                               |
| 2012/13 | Геннадий Бондарук, Михаил Путинцев                      | Второй дивизион, Восток             | 30 | 9  | 10 | 11 | 41-44 | 37 | 6 из 11  | Андрей Полянский — 14             | Лишение проф. статуса         |
| 2013    | Станислав Карингин, Александр Суровцев                  | ЛФК. Сибирь                         | 20 | 7  | 2  | 11 | 40-58 | 23 | 6 из 12  | В. Завьялов — 12                  | Выход в Первенство ПФЛ        |
| 2014/15 | Андрей Арефин, Александр Суровцев                       | Первенство ПФЛ, Восток              | 24 | 10 | 4  | 10 | 43-39 | 34 | 6 из 9   | Е. Щербаков — 9                   |                               |
| 2015/16 | Олег Яковлев                                            | Первенство ПФЛ, Восток              | 24 | 7  | 10 | 7  | 33-29 | 31 | 4 из 9   | В. Аксютенко — 12                 |                               |
| 2016/17 | Сергей Шишкин                                           | Первенство ПФЛ, Восток              | 20 | 12 | 2  | 6  | 28-26 | 38 | из 6     | В. Завьялов — 8                   |                               |
| 2017/18 | Сергей Шишкин                                           | Первенство ПФЛ, Восток              | 20 | 7  | 8  | 5  | 18-18 | 29 | из 6     | В. Аксютенко — 5                  |                               |
| 2018/19 | Сергей Шишкин, Александр Суровцев                       | Первенство ПФЛ, Восток              | 20 | 4  | 8  | 8  | 20-27 | 20 | 4 из 6   | В. Завьялов — 5                   |                               |
| 2019/20 | Александр Суровцев                                      | Первенство ПФЛ, Восток              | 11 | 3  | 2  | 6  | 8-15  | 11 | 5 из 6   | никто не забил больше одного мяча | первенство завершено досрочно |
| 2020/21 | Александр Суровцев                                      | Первенство ПФЛ, группа 4            | 28 | 14 | 2  | 12 | 33-38 | 44 | 7 из 15  | В. Завьялов — 7                   |                               |
| 2021/22 | Александр Суровцев                                      | Второй дивизион ФНЛ, группа 4       | 28 | 7  | 5  | 16 | 29-42 | 26 | 12 из 15 | В. Завьялов — 9                   |                               |
| 2022/23 | Олег Яковлев                                            | Вторая лига, группа 4               | 27 | 11 | 6  | 10 | 46-41 | 39 | 7 из 12  | И. Абрамов — 9                    | перевод в дивизион «Б»        |
| 2023    | Олег Яковлев                                            | Вторая лига, дивизион «Б», группа 4 | 16 | 4  | 5  | 7  | 28-29 | 17 | 7 из 9   | В. Завьялов — 7                   |                               |
| 2024    | Виталий Вихлянов, Олег Сергеев                          | Вторая лига, дивизион «Б», группа 4 | 26 | 7  | 6  | 13 | 29-43 | 27 | 10 из 14 | Д. Зарецкий — 4                   |                               |
| 1. 2.   |                                                         |                                     |    |    |    |    |       |    |          |                                   |                               |

## Клубные рекорды
Самые крупные победы
- Второй дивизион: Динамо — Саяны (Абакан) — 8:0 (1989)
- Первый дивизион: Динамо — Сахалин (Холмск) — 6:0 (1993)
- Первый дивизион: Динамо — «Томич» Томск — 7:0 (17 июля 1962)

Самые крупные поражения
- Второй дивизион: Копет-Даг (Ашхабад) — Динамо — 7:0 (1991)
- Первый дивизион: КАМАЗ (Набережные Челны) — Динамо — 7:0 (2008)

Самые посещаемые матчи

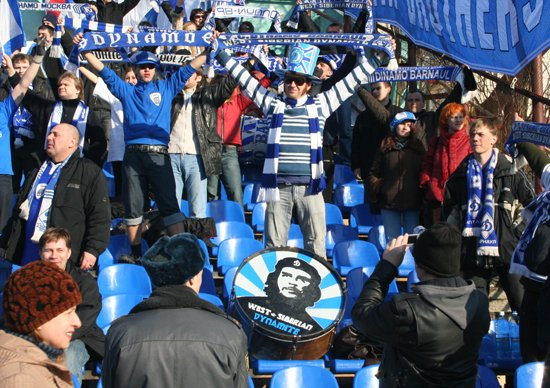
Фанаты футбольного клуба «Динамо Барнаул»

- Товарищеские матчи: Динамо — Сборная Эфиопии и Динамо — Сборная КНДР (1984) — 22500 зрителей.
- Стыковые матчи: Динамо — СКА (Киев) (1980); Динамо — Ротор (Волгоград) и Динамо — Текстильщик (Иваново) (1981) — 22500 зрителей.
- Вторая лига: Динамо — Луч-Энергия (Владивосток) — 18000 зрителей (2003).
- Первый дивизион: Динамо — СКА-Энергия (Хабаровск) — 12000 зрителей (2008).

Игроки-рекордсмены
- Самое большое количеств игр: Валерий Белозерский — 419 матчей за клуб.
- Лучший бомбардир: Борис Брыкин — 168 голов.